# Ітон (округ Кларк, Вісконсин)
Ітон (англ. Eaton) — місто (англ. town) в США, в окрузі Кларк штату Вісконсин. Населення — 718 осіб (2020).

## Демографія
Згідно з переписом 2010 року, у місті мешкало 712 осіб у 220 домогосподарствах у складі 166 родин. Було 253 помешкання
Расовий склад населення:
| - 99,2 % — білих - 0,1 % — корінних американців - 0,1 % — чорних або афроамериканців |

До двох чи більше рас належало 0,4 %. Частка іспаномовних становила 1,0 % від усіх жителів.
За віковим діапазоном населення розподілялося таким чином: 35,0 % — особи молодші 18 років, 56,7 % — особи у віці 18—64 років, 8,3 % — особи у віці 65 років та старші. Медіана віку мешканця становила 29,6 року. На 100 осіб жіночої статі у місті припадало 108,2 чоловіків;  на 100 жінок у віці від 18 років та старших — 112,4 чоловіків також старших 18 років.
Середній дохід на одне домашнє господарство  становив 81 280 доларів США (медіана — 62 188), а середній дохід на одну сім'ю — 91 481 долар (медіана — 68 125). Медіана доходів становила 32 500 доларів для чоловіків та 40 272 долари для жінок. За межею бідності перебувало 17,3 % осіб, у тому числі 28,5 % дітей у віці до 18 років та 0,0 % осіб у віці 65 років та старших.
Цивільне працевлаштоване населення становило 363 особи. Основні галузі зайнятості: виробництво — 27,3 %, сільське господарство, лісництво, риболовля — 20,4 %, освіта, охорона здоров'я та соціальна допомога — 17,4 %.